# William Prout
William Prout (15 gener 1785, Horton, Gloucestershire, Anglaterra - 9 abril 1850, Londres), fou un metge, químic i bioquímic anglès conegut pels seus treballs sobre la digestió, la química del metabolisme, les masses atòmiques i la hipòtesi de Prout.

## Vida
Fill de John Prout (1745-1820), pagès, i de Hannah Limbrick (1756-?), Prout estudià medicina a la Universitat d'Edimburg, Escòcia, on es graduà el 1811. Després es traslladà a Londres on completà la seva formació pràctica als Hospitals de St. Thomas i de Guy. El desembre de 1812 guanyà la llicenciatura del Royal College of Physicians i al maig de l'any següent fou elegit membre de la Societat Mèdica. En fou membre del Consell de 1817 a 1819 i vicepresident el 1823 i de 1833 a 1835.
El 22 de setembre de 1814, Prout es casà amb Agnes Adam (1793-1863). Tengueren sis fills. Patia de sordera des de la seva infància, la qual cosa provocà el seu aïllament social i professional. Malgrat això fou elegit membre de la Royal Society (1819) i del Royal College of Physicians (1829); fou guardonat amb la medalla Copley de la Royal Society el 1827 i fou nomenat professor al Royal College of Physicians (1831). Entre els seus nombrosos deures professionals fou membre del Consell de la Royal Society i de diverses de les seves comissions i de les de l'Associació Britànica per al Progrés de la Ciència. També fou membre actiu de la Societat Mèdica Quirúrgica de Londres. La seva salut s'agreujà a la primavera de 1850, aparentment per problemes pulmonars. Fou enterrat al cementiri de Kensal Green.

## Obra
El 1815 i el 1816, Prout publicà dos articles anònims on observà que les masses atòmiques de tots els elements eren múltiples sencers de la de l'hidrogen. Com a conseqüència suggerí que els àtoms de la resta d'elements químics estan formats per la condensació d'àtoms d'hidrogen, de manera que l'hidrogen és la substància primària, que anomenà protil, derivat del grec πρῶτον, primer, i de ὒλη, matèria de la qual està fet tot segons els filòsofs grecs (hipòtesi de Prout). Jöns Jacob Berzelius (1779-1848) i Jean Servais Stas (1813-1891) a partir de mesures més precises de masses atòmiques demostraren que aquesta suposició era incorrecta.
El 1815 analitzà una mostra d'excrements polvoritzats de la boa constrictor i trobà que la porció insoluble en àcid clorhídric era un material blavós que contenia 90,16% d'àcid úric, barrejat amb quantitats mínimes de potassi, amoníac, magnesi i sals de calci i matèria animal. Fou la primera observació d'àcid úric sintetitzat per aquest tipus d'animals. Prout es sorprengué que gairebé tot el menjar que l'animal havia ingerit es convertís en àcid úric i especulà que era a causa de les condicions artificials en què es mantenia el rèptil. Assenyalà que William Hyde Wollaston (1766-1828) havia demostrat prèviament que els excrements d'ocells alimentats amb matèria animal també contenien àcid úric, encara que en menor proporció.
El 1818 preparà urea en estat pur i en descrigué les seves propietats, composició i preparació de molts derivats, així com l'anàlisi de diverses pedres urinàries.
El 1823 anuncià a la Royal Society que havia descobert que les parets de l'estómac humà segreguen àcid clorhídric i que aquest àcid era l'agent digestiu principal de l'òrgan, per la qual cosa les sals que es trobaven en general eren clorurs alcalins. Inicialment, aquest descobriment no fou acceptat, però ben prest fou confirmat per molts científics importants, entre ells Friedrich Tiedemann (1781-1861), Leopold Gmelin (1788-1853), John G. Children (1777-1852) i William Beaumont (1785-1853).
Una investigació completament diferent fou la mesura de la gravetat específica de l'aire i les lleis de la seva expansió. Aquí mostrà les seves habilitats com a fabricant d'instruments mitjançant la construcció d'un baròmetre, que probablement serví de prototip al construït per a la Royal Society en 1835.